# سوگند (فیلم ۱۹۲۱)
«سوگند» (انگلیسی: The Oath (1921 film)) فیلمی در ژانر درام به کارگردانی رائول والش است.